# 安培林電視
安培林電視（Amblin Television）是安培林合夥公司下屬的電視製作部門。安培林電視成立於1984年。該公司製作了迷你樂一通、狂歡三寶、仁心仁術、陨落星辰、美国谍梦等作品。